# Scaura atlantica
Scaura atlantica är en biart som beskrevs av Melo 2004. Scaura atlantica ingår i släktet Scaura och familjen långtungebin. Inga underarter finns listade i Catalogue of Life.